# 11e cérémonie des Grammy Awards
La 23e cérémonie annuelle des Grammy Awards a eu lieu à New York le 12 mars 1969.

## Palmarès
| Prix                                                                            | Artiste             | Titre                        |
| ------------------------------------------------------------------------------- | ------------------- | ---------------------------- |
| Enregistrement de l'année                                                       | Simon and Garfunkel | Mrs. Robinson                |
| Album de l'année                                                                | Glen Campbell       | By the Time I Get to Phoenix |
| Chanson de l'année                                                              |                     | Little Green Apples          |
| Meilleur nouvel artiste                                                         | Jose Feliciano      | Jose Feliciano               |
| Best Instrumental Arrangement                                                   |                     |                              |
| Best Arrangement Accompanying Vocalist(s)                                       |                     |                              |
| Best Engineered Recording (Non-Classical)                                       |                     |                              |
| Best Album Cover                                                                |                     |                              |
| Best Album Notes                                                                |                     |                              |
| Best Contemporary-Pop Vocal Performance, Female                                 |                     |                              |
| Best Contemporary-Pop Vocal Performance, Male                                   |                     |                              |
| Best Contemporary-Pop Performance, Vocal Duo Or Group                           |                     |                              |
| Best Contemporary-Pop Performance, Chorus                                       |                     |                              |
| Best Contemporary-Pop Performance, Instrumental                                 |                     |                              |
| Best Rhythm & Blues Vocal Performance, Female                                   |                     |                              |
| Best Rhythm & Blues Vocal Performance, Male                                     |                     |                              |
| Best Rhythm & Blues Performance By A Duo Or Group, Vocal Or Instrumental        |                     |                              |
| Best Rhythm & Blues Song                                                        |                     |                              |
| Best Country Vocal Performance, Female                                          |                     |                              |
| Best Country Vocal Performance, Male                                            |                     |                              |
| Best Country Performance, Duo Or Group - Vocal Or Instrumental                  |                     |                              |
| Best Country Song                                                               |                     |                              |
| Best Sacred Performance                                                         |                     |                              |
| Best Gospel Performance                                                         |                     |                              |
| Best Soul Gospel Performance                                                    |                     |                              |
| Best Folk Performance                                                           |                     |                              |
| Best Instrumental Theme                                                         |                     |                              |
| Best Original Score Written For A Motion Picture Or A Television Special        |                     |                              |
| Best Score From An Original Cast Show Album                                     |                     |                              |
| Best Comedy Recording                                                           |                     |                              |
| Best Spoken Word Recording                                                      |                     |                              |
| Best Instrumental Jazz Performance - Small Group Or Soloist With Small Group    |                     |                              |
| Best Instrumental Jazz Performance - Large Group Or Soloist With Large Group    |                     |                              |
| Best Classical Performance - Orchestra                                          |                     |                              |
| Best Chamber Music Performance                                                  |                     |                              |
| Best Opera Recording                                                            |                     |                              |
| Best Performance - Instrumental Soloist Or Soloists (With Or Without Orchestra) |                     |                              |
| Best Choral Performance (Other Than Opera)                                      |                     |                              |
| Best Vocal Soloist Performance                                                  |                     |                              |
| Best Engineered Recording - Classical                                           |                     |                              |